# 都斯图河
都斯图河，也作都思兔河，又称苦水河，位于河套鄂尔多斯高原的一条河流，是黄河右岸一级支流。都斯图河起自内蒙古自治区鄂尔多斯市鄂托克旗乌兰镇西南15千米的海流图（哈流图），西南流至马新布拉格嘎查西南转西北流，经布龙湖，至阿尔巴斯苏木巴音温都尔东北转西流，过苦水沟后成为乌海市海南区与鄂托克旗和宁夏回族自治区平罗县之间的界河，最后于乌海市海南区巴音陶亥镇四新村西南汇入黄河。河长165.8千米，流域面积8325.58平方千米，河道平均比降1.50‰。年均径流量1260万立方米。都斯图河水系不发育，上游地处毛乌素沙漠西缘，河床不明显，部分为干沟，多湖沼湿地。

## 备注
1. ↑  蒙古语“都斯图”有“命中、反射”等意。